# Ann-Christine Hagberg

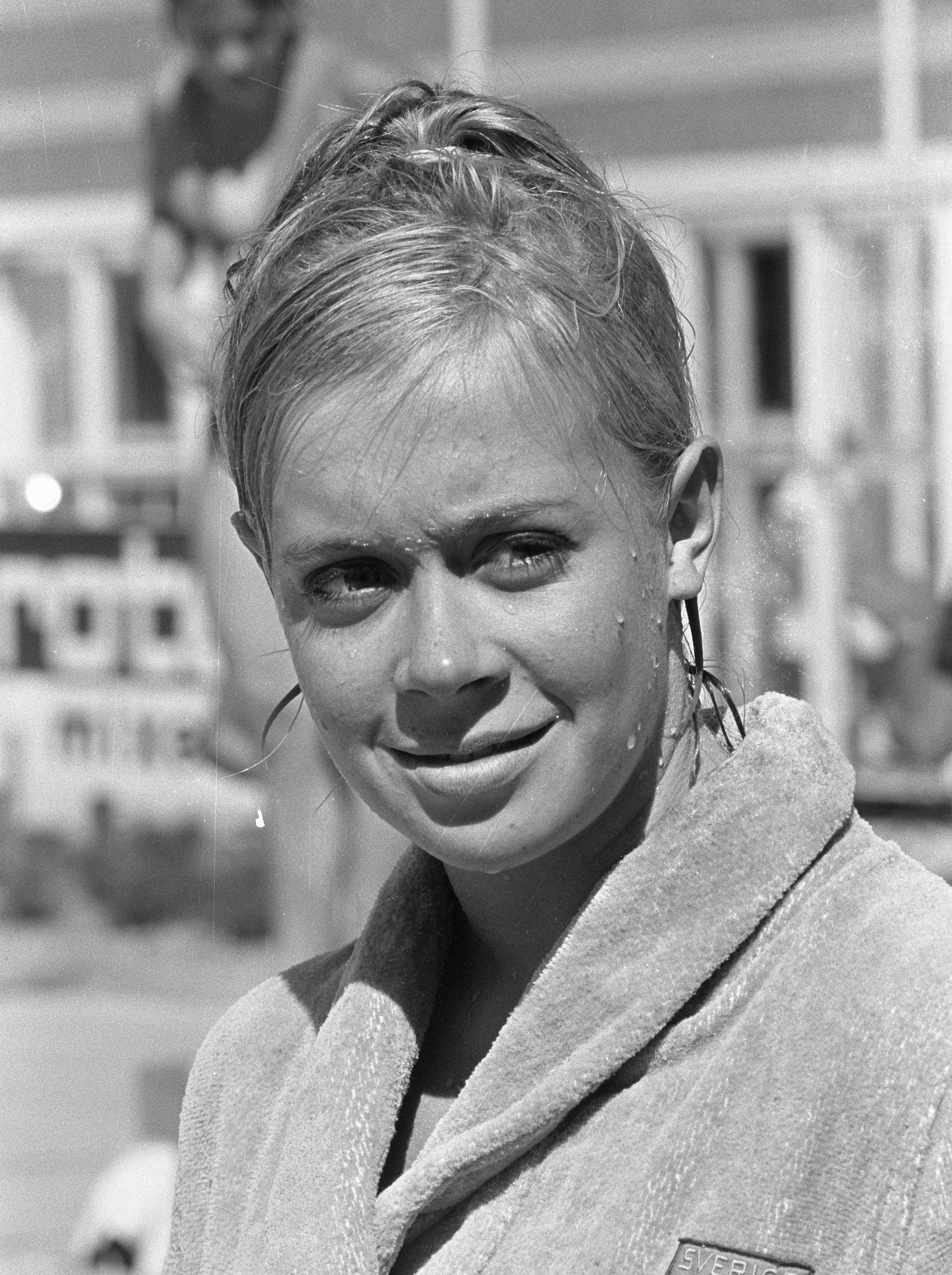
Ann-Christine Hagberg vid EM 1966.

Ann-Christine Hagberg, född den 20 januari 1948 i Karlstad, är en svensk simmare. 
Vid Europamästerskapen i simning 1966 vann hon silvermedalj på 4x100 meter frisim tillsammans Ingrid Gustavsson, Ann-Charlotte Lilja och Ulla Jäfvert. Vid OS i Tokyo 1964 kom hon på sjunde plats i finalen på 100 meter frisim och på femte plats i finalen på 4x100 meter frisim.
Ann-Christine Hagberg simmade för SK Neptun. Hon slog 1963, vid tre tillfällen, nytt europarekord på 100 meter frisim med som bäst 1:01,5 minuter och samma år blev hon utsedd till Årets idrottskvinna. Mellan 1962 och 1967 vann hon åtskilliga svenska mästerskap på såväl 100 meter som 200 meter frisim samt lagkapp 4x100 meter frisim.

## Meriter
- EM 1962: 100m fr/8:a, 4x100m fr/4:a,4x100m my/5:a
- OS 1964: 100m fr/7:a, 4x100m fr/5:a[4]
- EM 1966: 100m fr/4:a, 4x100m fr/2:a, 4x100m my/5:a
- NM 1963, 1965: 4
- NJM: 2
- Landskamper: 14 (16 grensegrar)
- Juniorer 2 (5 grensegrar)
- Europarekord: 4
- Svenska rekord: 35[källa behövs]
- Stor Grabb
- SM, Utomhus: 100m fr 4 guld (1 brons), 100m ry-+ 1 final, 4x100m fr 5 guld, 4x100m my 4 guld (1 silver)
- SM, Inomhus: 200m fr 3 guld (1 silver), 4x100m fr, 5 guld, 4x100m fj-+ 1 final, 4x100m ry, 1 guld (1 silver, 1 brons) +1 final